# Les Outsiders
 (août 2024).
La mise en forme du texte ne suit pas les recommandations de Wikipédia : il faut le « wikifier ».
Les points d'amélioration suivants sont les cas les plus fréquents. Le détail des points à revoir est peut-être précisé sur la page de discussion.
- Les titres sont pré-formatés par le logiciel. Ils ne sont ni en capitales, ni en gras.
- Le texte ne doit pas être écrit en capitales (les noms de famille non plus), ni en gras, ni en italique, ni en « petit »…
- Le gras n'est utilisé que pour surligner le titre de l'article dans l'introduction, une seule fois.
- L'italique est rarement utilisé : mots en langue étrangère, titres d'œuvres, noms de bateaux, etc.
- Les citations ne sont pas en italique mais en corps de texte normal. Elles sont entourées par des guillemets français : « et ».
- Les listes à puces sont à éviter, des paragraphes rédigés étant largement préférés. Les tableaux sont à réserver à la présentation de données structurées (résultats, etc.).
- Les appels de note de bas de page (petits chiffres en exposant, introduits par l'outil «  Source ») sont à placer entre la fin de phrase et le point final[comme ça].
- Les liens internes (vers d'autres articles de Wikipédia) sont à choisir avec parcimonie. Créez des liens vers des articles approfondissant le sujet. Les termes génériques sans rapport avec le sujet sont à éviter, ainsi que les répétitions de liens vers un même terme.
- Les liens externes sont à placer uniquement dans une section « Liens externes », à la fin de l'article. Ces liens sont à choisir avec parcimonie suivant les règles définies. Si un lien sert de source à l'article, son insertion dans le texte est à faire par les notes de bas de page.
- La présentation des références doit suivre les conventions bibliographiques. Il est recommandé d'utiliser les modèles {{Ouvrage}}, {{Chapitre}}, {{Article}}, {{Lien web}} et/ou {{Bibliographie}}. Le mode d'édition visuel peut mettre en forme automatiquement les références.
- Insérer une infobox (cadre d'informations à droite) n'est pas obligatoire pour parachever la mise en page.

Pour une aide détaillée, merci de consulter Aide:Wikification.
Si vous pensez que ces points ont été résolus, vous pouvez retirer ce bandeau et améliorer la mise en forme d'un autre article.
The Outsiders est une comédie musicale de 2023 avec la musique et les paroles de Jonathan Clay et Zach Chance du groupe folk rock Jamestown Revival aux côtés de Justin Levine et un livret d'Adam Rapp et Levine,. Il est basé sur The Outsiders, publié pour la première fois en 1967 et écrit par S. E. Hinton et sur son adaptation cinématographique de 1983 écrite par Kathleen Rowell et réalisée par Francis Ford Coppola. Il s'agit de la deuxième adaptation scénique du roman de Hinton, après la pièce de 1990 de Christopher Sergel.
La comédie musicale, racontée du point de vue de Ponyboy Curtis, 14 ans, se déroule à Tulsa, Oklahoma, dans les années 1960 et suit le conflit entre deux gangs rivaux divisés par leur statut socio-économique : les « Greasers » de la classe ouvrière et les classes supérieures "Socs" de la classe moyenne (prononcé /ˈ s oʊ ʃ ɪ z / -abréviation de Socials ).
Le spectacle a reçu des critiques de mitigées à positives, la plupart louant le scénario, la musique, la chorégraphie et la performance de Brody Grant dans le rôle de Ponyboy. Le spectacle a reçu douze nominations aux 77e Tony Awards et a remporté quatre prix, dont celui de la meilleure comédie musicale. Une tournée nord-américaine devrait démarrer en 2025 

## Résumé

### Acte 1
Ponyboy Curtis, 14 ans, écrit dans un cahier lorsqu'il commence à présenter le monde de la série, à Tulsa, Oklahoma en 1967. Il présente son frère aîné Darrel, qui était une star du football avec "un ticket de sortie", et son frère cadet Sodapop, qui a récemment eu le cœur brisé. Il présente les Greasers, l'équivalent plus sérieux et plus ancré des Socs, de la classe supérieure, qui « vivent comme des mondains ». Il désigne spécifiquement son meilleur ami Greaser Johnny Cade, qui a récemment été attaqué par les Socs.
Ponyboy est agressé par les mêmes Socs qui ont attaqué Johnny, menés par leur chef Bob. Les Socs tentent de couper les cheveux de Ponyboy pour le faire ressembler à un Soc, Ponyboy mord l'un d'eux, puis perd connaissance. Il se réveille avec ses frères, en train de le nettoyer. Les autres Greasers - dirigés par Dally, qui vient de sortir de la prison départementale - disent à Ponyboy qu'il est officiellement devenu un Greaser, après avoir vécu cette expérience et l'avoir surmontée. Darrel craint que Ponyboy fasse un choix irresponsable en se forgeant en tant que Greaser, mais Dally officialise la nouvelle ("Grease Got a Hold").
Darrel est à la maison en train de plier le linge, réfléchissant à son rôle de pseudo-père auprès de ses jeunes frères, après la mort récente de leurs parents dans un accident de voiture ("Runs in the Family"). Ponyboy rentre à la maison et demande à Darrel s'il peut aller au drive-in avec Johnny, Two-Bit et Dally. Darrel est d'accord, à condition que Ponyboy reste prudent et ne soit pas en retard pour le couvre-feu. Ponyboy et Sodapop discutent de la situation difficile de Darrel en ce moment, et Ponyboy demande à son frère si, comme lui, il rêve de l'accident de leurs parents. Sodapop dit non, avant de demander à Ponyboy quel livre il lit. Ponyboy et Sodapop réfléchissent aux similitudes qu'ils voient chacun dans les personnages du livre "Great Expectations" de Charles Dickens. Après que Sodapop se soit endormi, Ponyboy continue de lire et de suivre ce fil de pensée ("Great Expectations").
Pendant ce temps, Dally trouve Johnny à l'extérieur de sa maison, tandis que des bruits intenses de disputes viennent de l'intérieur. Il devient clair que cela s'est déjà produit plusieurs fois, et Johnny dit à Dally qu'il reste à la maison parce qu'il a peur que son père tue sa mère. Dally propose d'entrer lui-même dans la maison, mais Johnny ne le laisse pas faire. Dally donne à Johnny une cigarette pour se réchauffer, un Hershey Bar et un couteau, dont il lui apprend à se servir.
Le lendemain, Dally, Johnny et Ponyboy se rendent tous au drive-in, qui est rempli de Socs. Là, ils rencontrent Sherri "Cherry" Valance ("Friday at the Drive-in"). Dally continue de draguer Cherry, affirmant qu'elle n'est "pas aussi innocente" qu'elle peut le paraître. Johnny essaie de l'arrêter. Après le départ de Dally, Cherry et son amie Marcia invitent Ponyboy et Johnny à s'asseoir avec eux, avant de finalement demander à Ponyboy de l'escorter jusqu'au stand de concession. Là, les deux commencent à parler et se rendent compte que l'autre n'est pas exactement comme les stéréotypes les laissaient croire : Cherry a affaire à des parents combatifs et exigeants, et Ponyboy aime les livres et regarder le ciel changer de couleur au coucher du soleil ("I Could Talk to You All Night").
Bob, le petit ami de Cherry, essaie de dire à Cherry de ne pas parler à Greasers, ce qui conduit à une altercation entre les deux groupes, notamment entre Bob et Two-Bit. Cherry les empêche de se battre, mais de ce fait rompt avec Bob. Bob – qui est clairement ivre – menace Ponyboy. Cherry dit à Ponyboy de ne pas le prendre mal si elle ne lui dit pas bonjour à l'école. Ponyboy et Johnny arrivent au domicile des Curtis, en retard pour le couvre-feu. Un Darrel enragé commence à crier après son jeune frère, et Ponyboy riposte. Sodapop est incapable d’apaiser la dispute. Alors que les tensions s'intensifient, Darrel gifle Ponyboy ("Runs in the Family" (reprise)). Ponyboy et Johnny s'enfuient. Ils s'assoient et contemplent ce qui pourrait être la prochaine étape pour eux, rêvant de s'enfuir au loin ("Far Away From Tulsa").
Ponyboy et Johnny sont arrêtés par les Socs, dirigés par Bob. Une bagarre éclate et elle dégénère rapidement. Les Socs tentent de noyer Ponyboy dans une fontaine d'eau, mais avant de pouvoir terminer le travail, Johnny poignarde Bob avec le couteau que Dally lui a donné, tuant le Soc. Au moment où Ponyboy reprend conscience, les autres Socs ont fui. Ponyboy et Johnny courent vers Dally, qui leur donne de l'argent et des instructions pour se rendre dans une église abandonnée où ils peuvent se cacher pour le moment, et Ponyboy et Johnny s'exécutent ("Run Run Brother").

### Acte 2
À Tulsa, les Socs et la police recherchent Ponyboy et Johnny, qui ont été déclarés par les Socs à la police comme responsables de la mort de Bob. Dans l'église abandonnée, Ponyboy et Johnny voient leurs photos dans le journal et décident que Ponyboy doit se couper et se décolorer les cheveux afin de le rendre moins reconnaissable. Darrel et Sodapop sont interrogés sur ce qu'ils savent ou sur leurs connaissances qui pourrait en savoir plus, la police désignant Dally comme une personne d'intérêt spécifique. Cherry pleure son petit ami, mais reconnaît que lui et ses amis ont fait de mauvais choix. Paul pleure avec Cherry avant de l'accuser d'avoir contrarié Bob et l'avoir incité à combattre Ponyboy. Paul et les Socs déclarent alors la guerre aux Greasers et planifient un combat pour samedi soir prochain ("Justice for Tulsa").
À l'église, Ponyboy réfléchit et sent qu'il apporte la mort et la malchance aux autres, il pense que Johnny devrait simplement le laisser à l'église et s'enfuir tout seul. Johnny refuse, disant qu'il restera aux côtés de Ponyboy quoi qu'il arrive ("Death's at My Door"). Pendant ce temps, à la maison Curtis, Dally dit à Darrel et Sodapop que personne ne retrouvera Ponyboy et Johnny, mais Darrel reproche à Dally d'avoir une mauvaise influence sur les deux garçons. Dally rétorque qu'il passe plus de temps avec Ponyboy qu'avec Darrel, son propre frère. Il se prépare à frapper Darrel, mais Sodapop arrête l'altercation avant qu'elle ne puisse s'intensifier davantage. Dally recule, mais s'éloigne en colère. Darrel craint de ne jamais pouvoir aider Ponyboy et envisage d'abandonner. Sodapop lui rappelle qu'ils n'abandonnent pas la famille. Ponyboy y réfléchit depuis l'église, seul ("Throwing in the Towel").
Ponyboy récite un poème ("Nothing Gold Can Stay" de Robert Frost) à Johnny, pendant qu'ils regardent le lever du soleil. Dally arrive à l'église et dit à Ponyboy et Johnny qu'il y a des enfants à l'église qui font une excursion ou un pique-nique. Il donne à Ponyboy une lettre de Sodapop (en réalité de ses deux frères, qui viennent de signer Sodapop) expliquant que la maison n'est pas complète sans Ponyboy ("Soda's Letter"). Johnny dit qu'il veut retourner à Tulsa et se rendre. Dally est catégorique sur le fait que c'est une mauvaise idée, disant aux garçons qu'il vaut toujours mieux fuir les ennuis comme il l'a fait, en allant de ville en ville. Il révèle également que la rivalité entre les Socs et les Greasers n'a fait qu'empirer, et qu'il y aura bientôt une baston. Le gagnant prendra le contrôle du parc. Au cours de cette conversation, Ponyboy jette par terre derrière lui une cigarette qu'il a fini.
Dally dit à Ponyboy et Johnny qu'il va les conduire dans l'Iowa où quelqu'un va les accueillir. Avant qu'ils puissent partir, cependant, l'église prend feu à cause de la cigarette que Ponyboy a jetée. Ponyboy et Johnny courent dans les flammes pour sauver les enfants que Dally avait mentionnés plus tôt, les transformant en héros locaux à Tulsa – où ils retournent (« Hoods Turned Heroes »). Ponyboy n'est finalement pas gravement blessé, mais une poutre est tombée sur le dos de Johnny, et il ne sent plus ses jambes. Dally dit qu'il ne se retiendra pas concernant la bagarre. Cherry arrive dans la chambre d'hôpital et dit à Ponyboy qu'elle vient d'apprendre que lui et Johnny ont été innocentés de toutes les accusations de meurtre. Elle supplie Ponyboy de ne pas se battre dans le prochain affrontement ("Hopeless War").
Ponyboy sent qu'il doit se battre pour Johnny et rejoint les Greasers pour préparer l'affrontement. Darrel apparaît, prêt à se battre, et demande à Ponyboy de le laisser se battre en son nom. Ponyboy refuse toujours, et les trois frères Curtis se préparent à se battre ("Trouble"). Darrel et Paul – autrefois meilleurs amis, désormais rivaux – commencent à se battre en tête-à-tête, avant que tout le monde ne se lance dans une bagarre totale. Les Greasers et les Socs s'affrontent brutalement sous une pluie battante, et finalement les Greasers gagnent. Ils vont rendre visite à Johnny à l'hôpital après le combat. Johnny dit à Ponyboy de "rester en or", puis meurt. Tous les Greasers deviennent émotifs, mais Dally en particulier. Accablé par le chagrin, il sort en trombe de l'hôpital. Il court vers la voie ferrée - Ponyboy raconte qu'il est si rapide que personne ne peut l'attraper - et se laisse heurter par un train venant en sens inverse, et le tuant ("Little Brother").
Ponyboy est désemparé, ne parle pas et regarde la télévision pendant que ses frères essaient de l'aider. Ils révèlent qu'il est comme ça depuis deux semaines. Darrel reconnaît que même si Johnny et Dally sont tous deux des héros, ils sont tous deux partis. Un Ponyboy abasourdi et enragé plaque Darrel au sol, mais Sodapop les arrête furieusement, fatigué des combats constants. Cherry s'arrête alors, révélant qu'elle a commencé à faire du bénévolat à l'hôpital. Elle trouva une pile de vêtements de Johnny et pensa que Ponyboy devrait les avoir. Elle dit à Ponyboy que Johnny lui a laissé un mot dans l'une de ses poches. La note - que Sodapop lit à Ponyboy, car Ponyboy est trop émotif pour même l'ouvrir - révèle que Johnny a eu le temps de réfléchir avant de mourir (il savait ce qu'il allait arriver) et qu'il comprend le sens de "Nothing Gold Can Stay", dont aucun d'eux, à l'église, n'était sûr de la signification. Il dit à nouveau à Ponyboy de "rester en or" et lui demande de rappeler à Dally le bien du monde ("Stay Gold").
Ponyboy dit à Darrel et Sodapop que même s'il aime être un Greaser, il existe d'autres choses pour lui, ce que ses deux frères acceptent. Ponyboy s'assoit pour dîner avec eux deux. Sodapop lui demande ce qu'il écrivait dans son cahier auparavant (après avoir lu la note, avant de venir dîner), et Ponyboy répond Tulsa, et ce qui s'y passe. Darrel et Sodapop veulent le lire, mais Ponyboy en est gêné. Finalement, Darrel le lit à haute voix, révélant qu'il s'agit de la narration d'ouverture du roman "The Outsiders" ("Finale (Tulsa '67)").

## Production

### San Diego (2023)
La comédie musicale a été initialement annoncée en 2019 et devait être créée au Goodman Theatre de Chicago sous la direction de Liesl Tommy avec une représentation prévue entre le 20 juin 2020 et le 2 août 2020, qui a été annulée en raison de la pandémie de COVID-19. Un atelier préalable a eu lieu en 2022 avec Casey Likes dans le rôle de Ponyboy. La comédie musicale a été créée au La Jolla Playhouse le 19 février 2023 et s'est terminée le 9 avril 2023, après avoir prolongé une semaine en raison des ventes élevées de billets. Le casting principal comprenait Brody Grant dans le rôle de Ponyboy Curtis, Sky Lakota-Lynch dans le rôle de Johnny Cade, Ryan Vasquez dans le rôle de Darrell Curtis et Jason Schmidt dans le rôle de Sodapop Curtis.

### Broadway (2024)
La production a été transférée à Broadway avec la même équipe artistique. Le spectacle a commencé les avant-premières le 16 mars 2024 au Théâtre Bernard B. Jacobs avec une soirée d'ouverture prévue le 11 avril 2024. Parmi les producteurs de la série figurent les actrices LaChanze et Angelina Jolie, ainsi que The Araca Group, Francis Ford Coppola sous sa bannière American Zoetrope et Warner Bros. Theatre Ventures. Le spectacle sera mis en scène par Danya Taymor, nièce de la réalisatrice Julie Taymor. La chorégraphie est réalisée par les frères Rick et Jeff Kuperman. Les costumes sont de Sarafina Bush avec la direction musicale et les orchestrations de Matt Hinkely. Jack Viertel a été directeur artistique du projet. Tilly Evans-Krueger est la chorégraphe associée et capitaine de l'ensemble de danse. Avant de déménager à Broadway, les acteurs se sont rendus à Tulsa, dans l'Oklahoma, pour découvrir les lieux réels et l'inspiration derrière l'histoire originale. Les critiques de la soirée d'ouverture ont été mitigées à positives, faisant principalement l'éloge du scénario, de la partition, de la chorégraphie et de la performance de Brody Grant.

### Tournée nord-américaine prévue (2025)
Le 29 mai 2024, il a été annoncé que le spectacle entamerait une tournée nord-américaine débutant à l'automne 2025 au Tulsa Performing Arts Center de Tulsa, Oklahoma, après des avant-premières au West Herr Auditorium Theatre de Rochester, New York.

## Personnages et distributions
| Personnage                    | Workshop                   | San Diego           | Broadway            |
| Personnage                    | 2022                       | 2023                | 2024                |
| ----------------------------- | -------------------------- | ------------------- | ------------------- |
| Poneyboy Curtis               | Casey aime                 | Bourse Brody        | Bourse Brody        |
| Johnny Cade                   | Ciel Lakota-Lynch          | Ciel Lakota-Lynch   | Ciel Lakota-Lynch   |
| Sodapop "Soda" Curtis         | Bourse Brody               | Jason Schmidt       | Jason Schmidt       |
| Darrel "Darry" Curtis         | Ryan Vasquez               | Ryan Vasquez        | Brent Comer         |
| Dallas "Dally" Winston        | Phillip Johnson Richardson | Da'Von T. Moody     | Josué Boone         |
| Keith "Deux bits" Mathews     | Trevor McGhie              | Trevor McGhie       | Daryl Tofa          |
| Steve Randle                  | -                          | -                   | Renni Anthony Magee |
| Cantonnière Sherri « Cerise » | Piper Rae Patterson        | Piper Rae Patterson | Emma Pittmann       |
| Marcia                        | Kiki Lemieux               | Kiki Lemieux        | SarahGrace Mariani  |
| Robert "Bob" Sheldon          | Blake Romain               | Kévin William Paul  | Kévin William Paul  |
| Randy Anderson                | Daniel Marconi             | Daniel Marconi      | -                   |
| Paul Holden                   | Aidan Wharton              | Brent Comer         | Dan Berry           |

## Numéros musicaux
| Act I - "Tulsa '67" - Ponyboy, Johnny, Company - "Grease Got a Hold" - Dallas, Sodapop, Two-Bit, Darrel, Greasers - "Runs in the Family" - Darrel - "Great Expectations" - Ponyboy, Company - "Friday at the Drive-In" - Cherry, Bob, Ensemble - "I Could Talk to You All Night" - Cherry, Ponyboy - "Runs in the Family (Reprise)" - Darrel - "Far Away from Tulsa" - Ponyboy, Johnny, Ensemble - "Run Run Brother" - Dallas, Ponyboy, Johnny, Company | Act II - "Justice for Tulsa" - Cop, Dallas, Cherry, Paul, Ensemble - "Death's at My Door" - Ponyboy, Johnny - "Throwing in the Towel" - Darrel, Sodapop, Ponyboy - "Soda's Letter" - Sodapop, Ponyboy, Darrel - "Hoods Turned Heroes" - Two-Bit, Sodapop, Greasers - "Hopeless War" - Cherry, Ponyboy - "Trouble" - Dallas, Greasers, Socs - "Little Brother" - Dallas, Company - "Stay Gold" - Johnny, Ponyboy - "Tulsa '67 (Reprise)" - Ponyboy, Company |

## Récompenses et nominations
| Year | Award                       | Category                                                          | Nominee                                                                                | Result     |
| ---- | --------------------------- | ----------------------------------------------------------------- | -------------------------------------------------------------------------------------- | ---------- |
| 2024 | Drama League Awards         | Meilleure production musicale                                     | Meilleure production musicale                                                          | Nomination |
| 2024 | Drama League Awards         | Distinguished Performance                                         | Joshua Boone                                                                           | Nomination |
| 2024 | Drama League Awards         | Distinguished Performance                                         | Brody Grant                                                                            | Nomination |
| 2024 | Outer Critics Circle Awards | Meilleure comédie musicale du New Broadway                        | Meilleure comédie musicale du New Broadway                                             | Nomination |
| 2024 | Outer Critics Circle Awards | Meilleure chorégraphie (Broadway ou Off-Broadway)                 | Rick Kuperman and Jeff Kuperman                                                        | Nomination |
| 2024 | Outer Critics Circle Awards | Meilleure création lumière (Broadway ou Off-Broadway)             | Brian MacDevitt                                                                        | Lauréat    |
| 2024 | Drama Desk Awards           | Meilleure comédie musicale                                        | Meilleure comédie musicale                                                             | Nomination |
| 2024 | Drama Desk Awards           | Meilleur premier rôle dans une comédie musicale                   | Brody Grant                                                                            | Nomination |
| 2024 | Drama Desk Awards           | Meilleure mise en scène                                           | Danya Taymor                                                                           | Nomination |
| 2024 | Drama Desk Awards           | Meilleure chorégraphie                                            | Rick Kuperman and Jeff Kuperman                                                        | Nomination |
| 2024 | Drama Desk Awards           | Meilleure musique                                                 | Jonathan Clay, Zach Chance, and Justin Levine                                          | Nomination |
| 2024 | Drama Desk Awards           | Meilleur livret                                                   | Jonathan Clay, Zach Chance, and Justin Levine                                          | Nomination |
| 2024 | Drama Desk Awards           | Meilleure scènographie dans une comédie musicale                  | AMP and Tatiana Kahvegian                                                              | Nomination |
| 2024 | Drama Desk Awards           | Meilleure création lumière dans une comédie musicale              | Brian MacDevitt and Hana S. Kim (projections)                                          | Lauréat    |
| 2024 | Drama Desk Awards           | Meilleur création sonore dans une comédie musicale                | Cody Spencer                                                                           | Lauréat    |
| 2024 | Tony Awards                 | Best Musical                                                      | Best Musical                                                                           | Lauréat    |
| 2024 | Tony Awards                 | Best Actor in a Musical                                           | Brody Grant                                                                            | Nomination |
| 2024 | Tony Awards                 | Best Featured Actor in a Musical                                  | Joshua Boone                                                                           | Nomination |
| 2024 | Tony Awards                 | Best Featured Actor in a Musical                                  | Sky Lakota-Lynch                                                                       | Nomination |
| 2024 | Tony Awards                 | Best Direction of a Musical                                       | Danya Taymor                                                                           | Lauréat    |
| 2024 | Tony Awards                 | Best Book of a Musical                                            | Justin Levine and Adam Rapp                                                            | Nomination |
| 2024 | Tony Awards                 | Best Original Score (Music and/or Lyrics) Written for the Theatre | Jamestown Revival (Zach Chance and Jonathan Clay) and Justin Levine (music and lyrics) | Nomination |
| 2024 | Tony Awards                 | Best Scenic Design in a Musical                                   | AMP featuring Tatiana Kahvegian                                                        | Nomination |
| 2024 | Tony Awards                 | Best Lighting Design in a Musical                                 | Hana S. Kim and Brian MacDevitt                                                        | Lauréat    |
| 2024 | Tony Awards                 | Best Sound Design in a Musical                                    | Cody Spencer                                                                           | Lauréat    |
| 2024 | Tony Awards                 | Best Choreography                                                 | Rick Kuperman and Jeff Kuperman                                                        | Nomination |
| 2024 | Tony Awards                 | Best Orchestrations                                               | Matt Hinkley, Justin Levine, and Jamestown Revival (Zach Chance and Jonathan Clay)     | Nomination |
| 2024 | Theatre World Awards        | Theatre World Awards                                              | Brody Grant                                                                            | Lauréat    |